# Kenneth R. Andrews
Kenneth Andrews Richmond (1916 - 2005) foi um professor estadunidense.
Mestre da Universidade de Harvard desde 1946, foi um acadêmico que, junto com Igor Ansoff e Alfred D. Chandler, foi creditado com o papel fundamental na introdução e popularização do conceito de estratégia de negócios.